# Екатеринбургский завод по обработке цветных металлов
Екатеринбургский завод по обработке цветных металлов (ЕЗ ОЦМ) — предприятие в городе Верхняя Пышма, специализирующееся на аффинаже, переработке и изготовлению промышленных изделий из золота, серебра и металлов платиновой группы.

## История
14 мая 1914 года правительством России было принято решение о строительстве в Екатеринбурге завода по очистке платины, добывавшейся на уральских месторождениях. Строительство предприятия было произведено на средства АО Николае-Павдинского горного округа. Строительством руководил горный инженер и металлург Н. Н. Барабошкин, позднее ставший управляющим построенного им завода. 23 октября 1916 состоялся пуск мощностей предприятия, предназначенных для переработки платиновых металлов.
После социалистической революции предприятие было национализировано. В 1922 году на предприятии было освоено производство чистого палладия, в 1923 — иридия, в 1925 — родия, в 1927 — осмия, в 1928 — особо чистой платины (Экстра), а в 1930 году к вышеперечисленным металлам добавился рутений.
В 1941 году мощности завода, укреплённые эвакуированным из Москвы заводом «Платинаприбор», были переориентированы на оборонные нужды. В 1943 году часть технологий были переданы в Красноярск на достраиваемый Красноярский завод цветных металлов. В том же году было проведено 1-е всесоюзное совещание по анализу благородных металлов (ныне совещание носит название «международная Черняевская конференция по химии, аналитике и технологии платиновых металлов»).
В 1946 году на предприятии был создан первый государственный стандарт для продукции из платиновых металлов — катализаторной сетки на основе сплавов из платины. В середине пятидесятых годов на предприятии появилась собственная исследовательская лаборатория. В 1959 году завод был признан базовым предприятием в отрасли цветной металлургии.
В 1971 году на заводе было освоено производство продукции категории товары народного потребления. В 1975 году в лаборатории предприятия специалистами был проведён анализ поверхностного слоя сыпучего лунного грунта. С 1978 года на ЕЗ ОЦМ действует система управления качеством продукции. В 1990 году на предприятии появилось ювелирное производство.
В 1993 году в ходе приватизации предприятий в России предприятие было реорганизовано в акционерное общество. В 2004 году контрольный пакет акций был выкуплен группой частных инвесторов. С 2009 года предприятие является членом Лондонской ассоциации участников рынка металлов платиновой группы.
В 2015 году в рейтинге крупнейших экспортеров Урала и Западной Сибири «Уральский экспорт-100» по версии журнала «Эксперт» ЕЗ ОЦМ занял 16 место.